# Живојин Балугџић
Живојин Балугџић (Београд, 19. фебруар 1868 — 26. септембар 1941) био је српски дипломата.

## Биографија
Основну школу и гимназију завршио је у Београду. Студије права отпочео је у Београду, а завршио у Женеви. Из Србије је емигрирао 1894. због чланка "Рушите двор" објављеног у листу "Народни пријатељ", који је покренуо са Наумом Димитријевићем. У Србију се враћа након Мајског преврата 1903. године, када постаје секретар Петра Карађорђевића и шеф пресбироа Министарства иностраних дела. Године 1906. био је секретар српског Посланства у Цариграду.
Био је конзул у Битољу 1907. године а (10. септембра 1907— 8. маја 1909) конзул у Скопљу. Као конзул у Скопљу, покренуо је 1908. године српски лист Вардар. Покушао је да смири сукоб између две конзулске и митрополитске струје. Био је један од најинформисанијих Срба за дешавања у сукобу младотурака и старотурака. Њега је као извор често користио Политикин дописник Бранислав Нушић. На челу митрополитске струје био је скопски владика Вићентије Крџић, који је настојао да од српске дипломатије потпуно преузме руковођење и револуционарном организацијом и школством у Македонији.
Између 1909. и 1912. био је конзул у Солуну. Био је посланик у Атини, Риму, Берлину.
Пензионисан је 1935. а умро 1941. године.
Његов син Раул је умро априла 1923, био је секретар посланства у Берлину.